# Rózsaesküvő

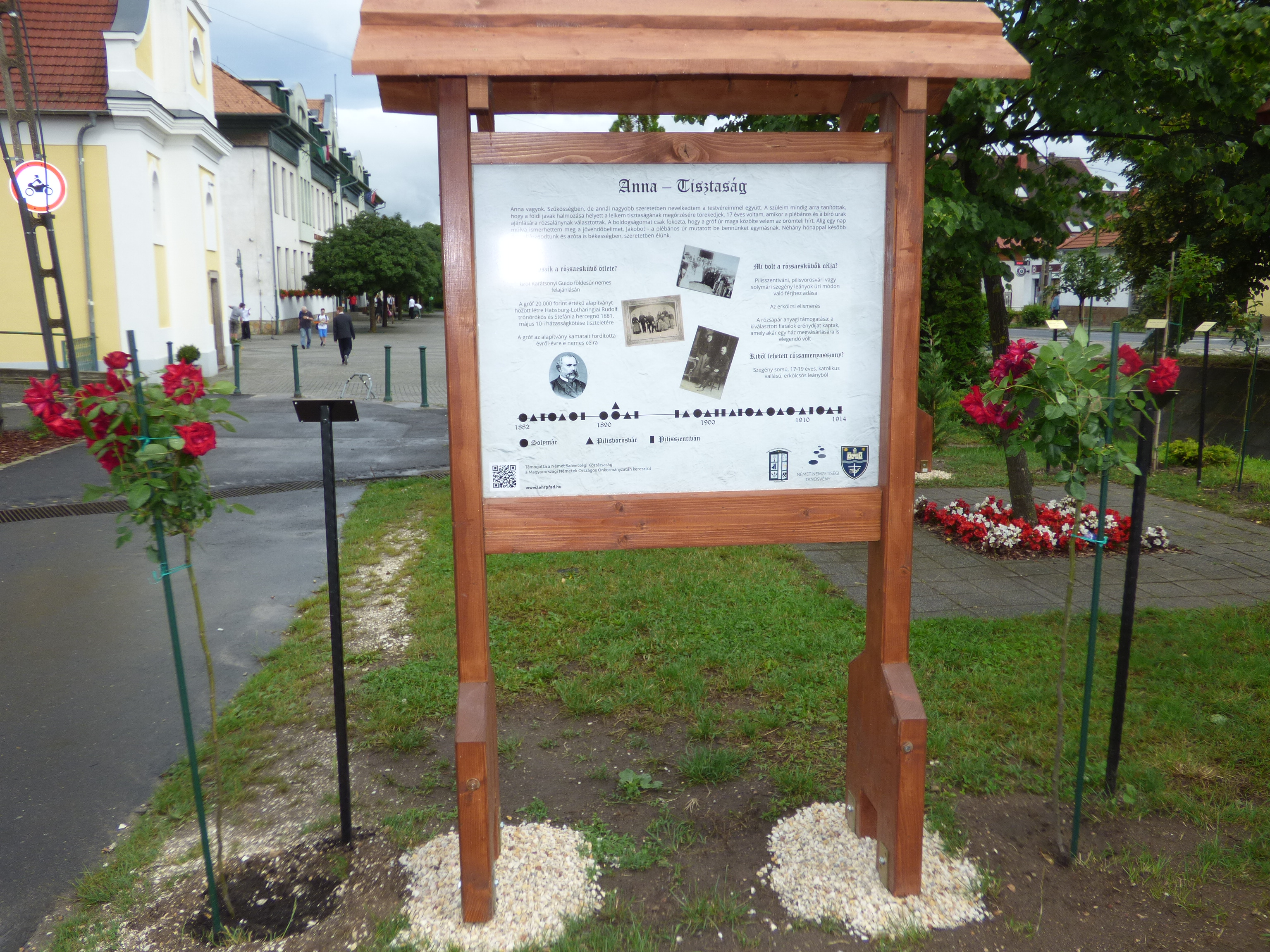
Tájékoztató tábla a pilisszentiváni német nemzetiségi tanösvény rózsaesküvőkről szóló állomásán

A rózsaesküvők, vagy rózsalakodalmak olyan, egyházi jellegű rendezvények, amelyek azt a célt szolgálták, hogy megjutalmazzanak az erényes életükért egy-egy, vagy néhány szegény sorú fiatal leányt (és legényt), egy az adott település egészére kiterjedő ünnepély keretében. A kiválasztott fiatalok erénydíjat kaptak, melynek fedezetét többnyire valamilyen alapítvány kamatai, esetenként közadakozás révén gyűjtött összegek biztosították. A rózsaesküvő szertartása az esetek egy részében tényleges, egyházjogi értelemben vett házassági aktus volt, de nem minden ilyen rendezvény rózsapárjai váltak (illetve válnak) szükségszerűen házasfelekké is.

## Eredete
Európában, különösen Franciaországban már a XIX. század elején több olyan egyházi társulat és egyesület alakult, amelyek azt tűzték ki céljukként, hogy népszerűsítsék a házasság előtti tiszta életet és a szentségi házasságot. Ennek érdekében több ilyen társulat is vállalta, hogy polgárilag és egyházilag is összeköti azokat az egyébként erkölcsös, erényes és vallásos párokat, akik szegénységük miatt nem vállalhatták a házasságkötést; valamint vállalták az ilyen kapcsolatokból született gyermekek törvényesítését is. Ilyen társulat volt például az 1826-ban megalakult Regisi Szent Ferenc Társulat - amely rövid időn belül Belgiumban is elterjedt -, a Párizsi Nő-társulat, amely hasonló céllal jött létre, illetve a Római Kiházasító Intézet is, amely pedig arra vállalkozott, hogy segélypénzt juttat szegény, de igazoltan jó erkölcsű lányoknak azzal a céllal, hogy azok abból házasságot köthessenek, vagy valamelyik kolostorba vonulhassanak. Még régebbi előzményeknek tekinthetők azok a "rózsaünnepek", amelyek során 20 és 25 év közötti, egész évben erényesen élő és szorgalmasan dolgozó fiatalokat jutalmaztak meg rózsakoszorúval, illetve bizonyos mennyiségű pénzösszeggel, és amelyek főként XIII. Lajos francia király idején olykor egész népünneppé alakultak.

## Rózsaesküvők Magyarországon

### Pozsonynádas
Hazánkban a rózsaesküvők hagyományának első dokumentált előfordulása Nádas (Pozsonynádas, ma Trstín) településről ismert, ahol Sverteczky Lipót plébános még 1835-ben tett alapítványt pünkösdi rózsaünnepély rendezésére. Rendelkezései úgy szóltak, hogy az alapítványi összeg kamataiból minden év pünkösdjén egy jámbor parasztlányt kell díszes keretek között megjutalmazni, és ártatlansága jeléül rózsakoszorúval felékesíteni. Bálint Sándor néprajzkutató ezt a kezdeményezést összekapcsolta a számos helyen különböző formában létezett "pünkösdi királyné"-hagyományokkal is. Nem ismeretes, hogy ez a szokás meddig maradt életben a községben.

### Földeák
A Csongrád vármegyei Földeák községben Oltványi Pál plébános döntött egy alapítvány megtételéről, még az 1850-es évek végén, amelynek értelmében egy-egy 16-18 év közötti erényes legényt és leányt kívánt szerény, 20-20 forintos jutalomban részesíttetni, minden évben Péter-Pál napján, vagyis június 29-én, egy nagyszabású aratási ünnep keretében. A plébános a kezdeményezésre már megszerezte az egyházmegyei jóváhagyást is, amikor váratlanul megromlott a viszonya a községgel, ezért félretette az alapítvány kérdését, eredeti szándéka szerint mindaddig, amíg meg nem hal, vagy amíg el nem költözik Földeákról. Elhatározását be is tartotta, ezért kezdeményezéséről csak 1871 végén értesítette a földeáki elöljáróságot, miután Szegedre helyezték át. Az elöljáróság örömmel fogadta az 1859-eshez képest kissé megváltozott feltételekkel előterjesztett javaslatot, ennek értelmében 1872-ben már meg is tartották az első rózsalakodalmat, melyen két rózsapár kapott 20-20 forintos jutalmat, az 1000 forintos tőkeösszegű alapítvány kamataiból.
Oltványi a következő években több újabb befizetéssel emelte az alapítvány tőkéjét, sőt később végrendeletileg további 1000 forintot ajánlott fel, évenként egy-egy harmadik pár jutalmazása érdekében is. 1911-re viszont kiderült, hogy a pénz romlása miatt az összeg már nem elegendő három pár méltó elismerésére, ezért a végrendeleti összeget tartalékalapba helyezték. Az első világháború időszakáról és az azt követő évekből nincs adat arra, hogy megtartották-e a rózsalakodalmakat, 1924-ben viszont újraélesztették ezt a szokást, az alapítvány tőkeösszegének elértéktelenedése miatt közadakozásból előteremtve a költségek fedezetét. 1934-ből az ajándék összege is ismert, ekkor 5-5 pengőt kaptak a kiválasztott "rózsakirálynők" és "rózsakirályok". Kifejezetten érdekes, hogy ezt az alapvetően egyházi jellegű hagyományt 1945-ben az akkoriban létrejött új pártok helyi szervezetei sem akadályozták, sőt segítették azt: a Független Kisgazda-, Földmunkás- és Polgári Párt helyi szervezete a Gazdakör fedett helyiségét biztosította a rendezvény lebonyolításához, a Nemzeti Parasztpárt aktivistái a szervezésben és a pénzgyűjtésben vállaltak szerepet, a Magyar Kommunista Párt földeáki szervezete pedig 200 pengővel járult hozzá a költségekhez. A földeáki rózsalakodalmak szokása így csak 1948 után szűnt meg, de nem is véglegesen, mert 1996-ban ismét újraélesztették azt.

### Pilisvörösvár,Pilisszentiván,Solymár
A Karátsonyi család birtokaihoz tartozó három Pest megyei településén gróf Karátsonyi Guido földesúr vetette meg az alapjait a rózsaesküvők szokásának. A gróf Rudolf trónörökös 1881 májusában kötött házasságának tiszteletére tett húszezer koronás alapítványt azzal a céllal, hogy annak kamataiból a birtokaihoz tartozó három Pest megyei település valamelyikén – évenkénti váltásban – úri módon adhassanak férjhez egy-egy jó erkölcsű, szegény sorból származó, 17–19 év közti leányt. Ezeken a pilisi rózsaesküvők nem szabályos forgásban követte egymást a három település, valószínűleg a bírálók döntöttek évről évre arról, hogy melyik község éppen aktuális jelöltje érdemli meg legjobban az erénydíjat. Ez alól csak a tizedik év volt kivétel, 1891-ben ugyanis Vörösvárott (május 3.) és Solymáron (május 10.) is tartottak egy-egy rózsaesküvőt. Az első pilisi rózsaesküvő helyszíne (1882. május 10-én) Solymár, az utolsóé pedig 1914-ben Pilisszentiván volt. A pilisi rózsaesküvőkön tényleges egyházi házasságkötési aktus történt, az erénydíj összege pedig akkora volt, hogy abból esetenként házat is tudtak vásárolni a fiatal házasok (1913-ban például 1200 korona volt a rózsaleány járandósága). Bár Karátsonyi Guidó kevéssel az alapítványtétel után elhunyt, halála után fiai, Karátsonyi Camilló és Karátsonyi Jenő biztosították az alapítvány további működését. A szokásnak csak a korona értékvesztése és az első világháború vetett véget.

### Arad
Úgy tűnik, hogy a fentiekhez hasonló erénydíj átadására egy időben Aradon is sor kerülhetett, arra érdemes leányok számára. Az alkalmas jelöltet kiválasztó bizottság azonban nem járt el mindig elegendő körültekintéssel: a Szegedi Híradó 1892-es tudósítása szerint abban az évben egy olyan, újszentannai hajadont javasoltak, akiről a javaslattétel után tudódott ki, hogy házasságon kívül világra hozott gyermeke van; ezáltal elesett az erénydíj abban az évben 200 forintot kitevő összegétől.

## Napjainkban
1996-ban Földeákon, az új település fennállásának 150. évfordulós rendezvénysorozata kapcsán felelevenítették a rózsalakodalmak hagyományát, oly módon, hogy a pünkösdi falunapok részévé tették két-két, a falu fiatalsága számára példaként állítható, tanulmányi eredményeit és magatartását illetően is kifogástalan, templomjáró katolikus fiatal leány és legény szerény megjutalmazását egy, a régi rózsalakodalmak jellegéhez hasonló ünnepség keretében. A jelöltek kiválasztását és a rendezvény előkészítését kezdetben a művelődési ház dolgozói végezték, majd egyre nagyobb szerepet vállalt az egyházközség is. A rózsapárok tagjai szinte minden esetben a frissen érettségizett korosztályból kerültek ki. Ezek a rózsalakodalmak természetesen nem minősülnek tényleges házasságkötésnek.
Katona Pál földeáki plébános kísérletet tett a rózsalakodalmak hagyományának elterjesztésére a szomszédos Csanádpalotán is, de kellő megalapozottság hiányában ez nem járt igazán sikerrel.
2013-ban Solymár, Pilisvörösvár és Pilisszentiván helytörténeti egyesületei közösen szervezett vándorkiállítást állítottak össze a pilisi rózsaesküvőkről (és a Karátsonyi családról), ennek solymári megnyitója keretében négy párral - nagyrészt nyolcadikos általános iskolásokkal - imitálták a egykori rózsaesküvők körülményeit, illetve idézték vissza az akkori hangulatot és a korabeli viseletet. Ugyanezen alkalomból a solymári általános iskola tánccsoportja nagyszabású koreográfiát mutatott be, a hajdani rózsalakodalmi táncmulatságok főbb részleteit felidézve. Természetesen tényleges házasságkötésről ez esetben sem volt szó.

## Emlékezete

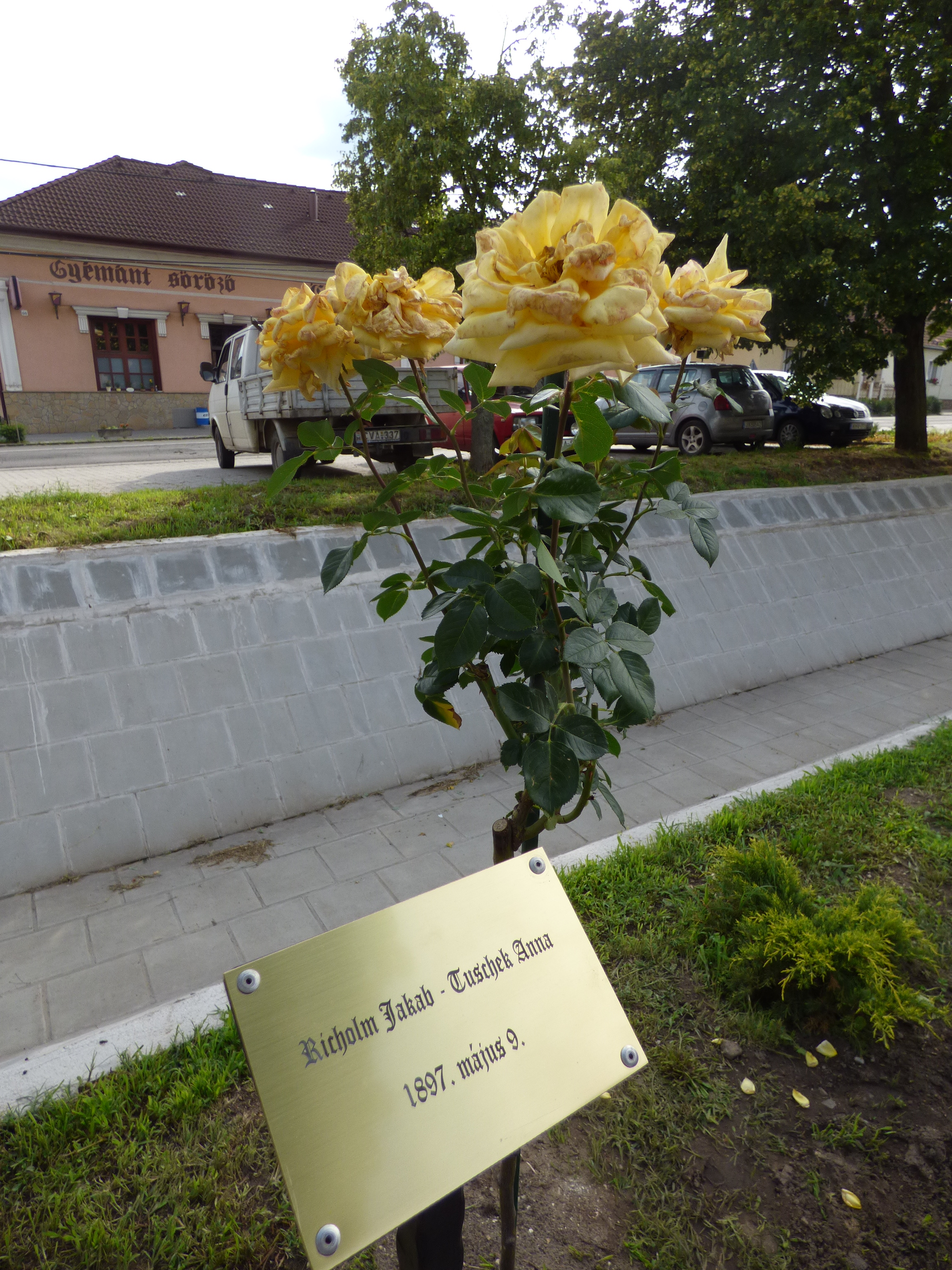
Rózsatő és névtábla a pilisszentiváni német nemzetiségi tanösvény rózsaesküvős állomásán

Az érintett települések több helytörténeti kiadványa foglalkozik több-kevesebb részletességgel a helyben, illetve az ország más vidékein zajlott rózsaesküvőkkel; 2013-ban Pilisszentiván, Pilisvörösvár és Solymár helytörténeti szervezetei közös kiadvány is megjelentettek a három település ezen egykori szokásairól, a kezdeményező Karátsonyi családról és az érintett házaspárokról (a könyvészeti adatokat ld. a külső hivatkozások között!).
2016. június 12-én német nemzetiségi tanösvényt avattak Pilisszentivánon, egyelőre hét állomással, melynek egyik interaktív állomását – néhány lépésre a község katolikus templomától – a rózsaesküvőkkel kapcsolatos szokások megörökítésének és a helyben érintett kilenc házaspár emléke megőrzésének szentelték.

## Külső hivatkozások
- Jablonkay Mária (szerk.): Rózsaesküvők Gróf Karátsonyi Guido pilisvörösvári uradalmában 1882–1914. Helytörténeti Alapítvány Solymár, 2013.